# Port lotniczy Jalapa Enriques-El Lencero

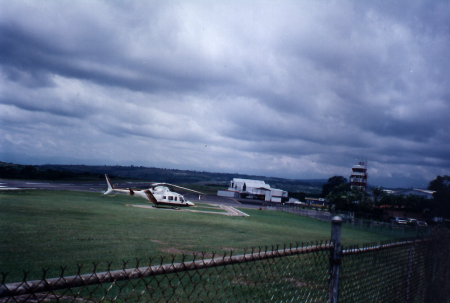
Zdjęcie terenu portu lotniczego

Port lotniczy Jalapa Enriques-El Lencero (IATA: JAL, ICAP: MMJA) – port lotniczy położony w Jalapa Enriques, w stanie Veracruz, w Meksyku.